# Tête de turc (film, 1935)
Pour les articles homonymes, voir Tête de turc.
Pour plus de détails, voir Fiche technique et Distribution.
Tête de Turc est un moyen métrage français réalisé par Jacques Becker, sorti en 1935.

## Fiche technique
- Titre : Tête de Turc
- Titres alternatifs : Une tête qui rapporte et Le Bourreau
- Réalisation : Jacques Becker
- Scénario : Jean Castanier, Jacques Becker
- Société de production : Obéron
- Production : André Halley des Fontaines
- Pays :  France
- Format : Noir et blanc - 35 mm
- Durée : 42 min
- Années de sortie : 1935

## Distribution
- René Dorin : Le sultan
- Paul Colline : Le grand mufti
- Héléna Manson : L'esclave
- Louis Florencie